# Сафари парк
Сафари парковете (в някои държави са и природни резервати) са туристическа атракция, подобна на зоопарк, при която посетителите могат да наблюдават свободно движещи се животни, докато карат собствените си моторни превозни средства или се возят в предоставени от парка превозни средства. Сафари парковете са по-големи от зоологическа градина и често имат програми за опазване със застрашени животни като слонове, носорози, жирафи, лъвове, тигри, гепарди и хиени.
Основните атракции в сафари парковете често са големи животни от Субсахарска Африка, които хората могат да видят в резервати, като например жирафи, лъвове, бели лъвове, носорози, слонове, хипопотами, зебри, щрауси, биволи, орикси, понякога едногърби камили, пеликани, гъски, ибиси, говеда от Анколи, гепарди, хиени, павиани, хиенови кучета, гривести козирози, адакси, бели щъркели, бонго, крокодили, нубийски козирози, ситатунга, гемсбок и антилопи.
Има сафарипаркове и с животни от други континенти, като сред азиатските видове са популярни гаур, антилопа нилгау, антилопа гарна, бантенг, индийски замбар, як, тигър, бял тигър, хималайска мечка, елен лопатар, лиророг елен, барасинга, индийски щъркел и двугърба камила. Популярните американски видове включват американски черни мечки, кафяви мечки, вълци, бизони, арктически вълци, лами, гуанако, нандути и бялоопашати елени; австралийските видове са кенгуру, валаби и ему, а европейските видове включват зубъри, кафяви мечки, вълци, елени лопатар, благородни елени и лосове.
Повечето сафари паркове имат зона за разходка с животни, твърде малки или твърде опасни, за да се скитат свободно в резерватите, като тапири, малки птици, малки антилопи, катерици, пингвини, мармозетки, тамарини, мангусти, сурикати, лемури, горили, влечуги, шимпанзета, капибари, лами, ему, червени панди, снежни леопарди, видри и др. Някои паркове имат също така детски зоологически градини, аквариуми, къщи за пеперуди и къщи за влечуги и насекоми. В тази зона обикновено са разположени обществени съоръжения като тоалетни, снек-барове и кафенета, игрища, а понякога и съоръжения, характерни за увеселителен парк.

## История
Предшественикът на сафари парковете е паркът Африка САЩ (1953 – 1961) във Флорида.
Първият парк с възможност за шофиране между лъвовете е зоологически парк Тама в Токио през 1963 г. Посетителите правят обиколка в заграждение от един хектар с дванадесет африкански лъва, като с движат в автобуси с двойно подсилено стъкло.

Първият сафари парк извън Африка е открит през 1966 г. в Лонглит в Уилтшър, Англия. Цялата концепция за сафари паркове е плод на идеята на Джими Чипърфийлд (1912 – 1990), бивш съдиректор на Циркът на Чипърфийлд, въпреки че подобна концепция е развита частично в романа на Ангъс Уилсън „Стари хора в зоопарка“, публикуван пет години преди Чипърфийлд да създаде Лонглит.
Повечето сафари паркове са основани в рамките на кратък период от десет години, между 1966 и 1975 г.
- Европа
  - Великобритания: Longleat (1966), Windsor (1969 – 1992), Woburn (1970), Blair Drummond (1970), Knowsley (1971), Bewdley (West Midland Safari Park, 1973)
  - Франция: Thoiry (Réserve Africaine, 1968), Peaugres (1974), Sigean (1974), Saint-Vrain (1975 – 1998), Port-Saint-Père (Planète Sauvage, 1992)
  - Германия: Gelsenkirchen (Löwenpark, 1968 – 1989), Tüddern (Löwen-Safari, 1968 – 1990), Stuckenbrock (Hollywood und Safaripark, 1969), Hodenhagen (Serengeti Park, 1974)
  - Италия: Bussolengo (Safari del Garda, 1969), Fasano (Zoosafari, 1973), Pombia (Zoo Safari, 1976)
  - Дания: Givskud (Løveparken, 1969), Knuthenborg (1969)
  - Швеция: Kolmården (Safari Park, 1972)
  - Австрия: Gänserndorf (Safaripark, 1972 – 2004)
  - Испания: Cabárceno (Parque de la Naturaleza, 1990)

- Америка
  - САЩ
    - Флорида: Loxahatchee (Lion Country Safari, 1967)
    - Калифорния: Irvine (Lion Country Safari, 1970 – 1984), San Diego (Wild Animal Park, 1972)
    - Тексас: Grand Prairie (Lion Country Safari, 1971 – 1992), San Antonio (Natural Bridge Wildlife Ranch, 1984), Glen Rose (Fossil Rim Wildlife Ranch, 1984)
    - Орегон: Winston (Wildlife Safari, 1973)
    - Охайо: Port Clinton (African Safari Wildlife Park, 1973), Mason (Lion Country Safari at Kings Island, 1974 – 1993)
    - Вирджиния: Doswell (Lion Country Safari at Kings Dominion, 1974 – 1993), Shenandoah Valley (Virginia Safari Park, 2000)
    - Джорджия: Pine Mountain (Wild Animal Safari, 1991)
    - Луизиана: Епс (High Delta Safari Park)

  - Канада
    - Онтарио: Rockton (African Lion Safari, 1969)
    - Квебек: Hemmingford (Parc Safari Africain, 1972)

  - Мексико: Puebla (Africam Safari, 1972)

- Азия
  - Израел: Ramat-Gan (1974)
  - Япония: Miyazaki (Safari Park, 1975), Usa (Kyushu African Safari, 1976), Mine (Akiyoshidai Safari Land, 1977), Tomioka (Gunma Safari Park, 1979), Susono (Fuji Safari Park, 1980), Himeji (Central Park, 1984)
  - Пакистан: Lahore (WildLife Safari Park, 1982)
  - Тайланд: Bangkok (Safari World, 1988)
  - Китай: Shanghai (Wild Animal Park, 1995), Guangzhou (Xiangjiang Safari Park, 1997), Badaling (Safari World, 2001)